# هورست فلوت
هورست فلوت (آلمانی: Horst Floth; ۲۴ ژوئیهٔ ۱۹۳۴ – ۶ اکتبر ۲۰۰۵) ورزشکار بابسلد اهل آلمان بود.